# Kryptonit (musikalbum av Mimikry)
Kryptonit är ett musikalbum med tolv låtar av musikgruppen Mimikry som släpptes år 2004. Bandet har även släppt en singel från albumet, En flicka som är stark. På albumet finns även en livevideo till låten Dödens dotter från gruppens första album, Automatiskt.

## Låtlista
1. En flicka som är stark (3:39)
2. Jag kan förstå det nu (3:14)
3. Bläck (3:15)
4. Kan inte ta den (2:58)
5. Nu igen (3:40)
6. Nian (4:04)
7. Mer av mig (3:05)
8. Eldarna kan vänta (3:13)
9. Sista dansen (4:41)
10. Spår (2:36)
11. Bortom apornas planet (2:53)
12. Fler än er (4:51)